# Puertoricopalmseglare
Puertoricopalmseglare (Tachornis uranoceles) är en förhistorisk utdöd fågel i familjen seglare. Fågeln beskrevs 1982 utifrån subfossila lämningar funna på Puerto Rico.